# یواس‌اس آمستردام (سی‌ال-۱۰۱)
یواس‌اس آمستردام (سی‌ال-۱۰۱) (به انگلیسی: USS Amsterdam (CL-101)) یک کشتی بود که طول آن ۶۱۰ فوت ۱ اینچ (۱۸۵٫۹۵ متر) بود. این کشتی در سال ۱۹۴۴ ساخته شد.